# هرزنة
هرزنة هي قرية في مقاطعة سردشت، إيران. يقدر عدد سكانها بـ 53 نسمة بحسب إحصاء 2016.